# Two (album Lenki)
Two – drugi album piosenkarki Lenki, wydany 28 lutego 2011 roku w Singapurze. W Stanach Zjednoczonych premiera miała miejsce 19 kwietnia 2011 roku. Oficjalny utwór albumu Heart Skips A Beat ukazał się 11 lutego 2011 roku. Singlami promocyjnymi krążka są Everything at Once oraz Roll with the Punches. Piosenki Everything at Once użyto w reklamie systemu Windows 8.

## Lista utworów
1. Two
2. Heart Skips A Beat
3. Roll With the Punches
4. Sad Song
5. Everything at Once
6. Blinded By Love
7. Here to Stay
8. You Will Be Mine
9. Shock Me Into Love
10. Everything's Okay
11. The End of the World